# Quebrada Honda (Costa Rica)
Quebrada Honda es un distrito del cantón de Nicoya, en la provincia de Guanacaste, de Costa Rica.

## Historia
Quebrada Honda fue creado el 11 de julio de 1967 por medio de Decreto 12. Segregado de Mansión.

## Geografía
Quebrada Honda cuenta con un área de 109,17 km² y una altitud media de 23 m s. n. m.

## Demografía
Para el año 2022, Quebrada Honda cuenta con una población estimada de 3264 habitantes, y para el último censo efectuado, en 2011, Quebrada Honda contaba con una población de 2523 habitantes.

## Localidades
- Barrios: Tortuguero.
- Poblados: Botija, Caballito, Embarcadero, Copal, Loma Bonita, Millal, Paraíso, Paso Guabo, Pochote, Puerto Moreno, Roblar, San Juan (parte), Sombrero, Sonzapote, Tres Esquinas.

## Transporte

### Carreteras
Al distrito lo atraviesan las siguientes rutas nacionales de carretera:
- Ruta nacional 18
- Ruta nacional 907